# Campionati pacifico-americani di slittino
I campionati pacifico-americani di slittino sono una manifestazione organizzata dalla Federazione Internazionale Slittino che assegnano un titolo agli atleti di slittino su pista artificiale che rappresentano federazioni di paesi appartenenti al continente americano e all'Oceania.
Si disputano contemporaneamente a una delle tappe della Coppa del Mondo con la modalità "gara nella gara" e un atleta può concorrere per entrambe le classifiche. La manifestazione si è disputata per la prima volta a Calgary, in Canada, durante la terza tappa di Coppa della stagione 2011/12.
Il 29 dicembre 2011 la Federazione Internazionale stabilì che qualora un atleta non dovesse qualificarsi per la gara di Coppa del mondo, egli verrebbe comunque classificato per il campionato pacifico-americano che si disputa al suo interno (così non fu infatti per la prima edizione).
A partire dal 2013, anno in cui si tenne la sua seconda edizione, l'evento iniziò ad avere una cadenza annuale così come i campionati europei.

## Albo d'oro

### Singolo donne
| Anno | Luogo                                                     | Oro                                                       | Argento                                                   | Bronzo                                                    |
| ---- | --------------------------------------------------------- | --------------------------------------------------------- | --------------------------------------------------------- | --------------------------------------------------------- |
| 2012 | Calgary                                                   | Alex Gough Canada                                         | Kimberley McRae Canada                                    | Dayna Clay Canada                                         |
| 2013 | Lake Placid                                               | Julia Clukey Stati Uniti                                  | Alex Gough Canada                                         | Erin Hamlin Stati Uniti                                   |
| 2014 | Whistler                                                  | Alex Gough Canada                                         | Erin Hamlin Stati Uniti                                   | Kate Hansen Stati Uniti                                   |
| 2015 | Lake Placid                                               | Erin Hamlin Stati Uniti                                   | Emily Sweeney Stati Uniti                                 | Summer Britcher Stati Uniti                               |
| 2016 | Calgary                                                   | Erin Hamlin Stati Uniti                                   | Summer Britcher Stati Uniti                               | Kimberley McRae Canada                                    |
| 2017 | Park City                                                 | Erin Hamlin Stati Uniti                                   | Emily Sweeney Stati Uniti                                 | Alex Gough Canada                                         |
| 2018 | Calgary                                                   | Alex Gough Canada                                         | Kimberley McRae Canada                                    | Summer Britcher Stati Uniti                               |
| 2019 | Lake Placid                                               | Emily Sweeney Stati Uniti                                 | Summer Britcher Stati Uniti                               | Brittney Arndt Stati Uniti                                |
| 2020 | Whistler                                                  | Emily Sweeney Stati Uniti                                 | Carolyn Maxwell Canada                                    | Makena Hodgson Canada                                     |
| 2021 | competizione annullata a causa della pandemia di COVID-19 | competizione annullata a causa della pandemia di COVID-19 | competizione annullata a causa della pandemia di COVID-19 | competizione annullata a causa della pandemia di COVID-19 |
| 2022 | Soči                                                      | Summer Britcher Stati Uniti                               | Ashley Farquharson Stati Uniti                            | Trinity Ellis Canada                                      |
| 2023 | Park City                                                 | Emily Sweeney Stati Uniti                                 | Brittney Arndt Stati Uniti                                | Ashley Farquharson Stati Uniti                            |
| 2024 | Whistler                                                  | Emily Sweeney Stati Uniti                                 | Ashley Farquharson Stati Uniti                            | Embyr-Lee Susko Canada                                    |
| 2025 | Pyeongchang                                               | non assegnato                                             | non assegnato                                             | non assegnato                                             |

### Singolo uomini
| Anno | Luogo                                                     | Oro                                                       | Argento                                                   | Bronzo                                                    |
| ---- | --------------------------------------------------------- | --------------------------------------------------------- | --------------------------------------------------------- | --------------------------------------------------------- |
| 2012 | Calgary                                                   | Samuel Edney Canada                                       | Isaac Underwood Stati Uniti                               | Bruno Banani Tonga                                        |
| 2013 | Lake Placid                                               | Christopher Mazdzer Stati Uniti                           | Samuel Edney Canada                                       | Taylor Morris Stati Uniti                                 |
| 2014 | Whistler                                                  | Christopher Mazdzer Stati Uniti                           | Samuel Edney Canada                                       | Tucker West Stati Uniti                                   |
| 2015 | Lake Placid                                               | Tucker West Stati Uniti                                   | Christopher Mazdzer Stati Uniti                           | Aidan Kelly Stati Uniti                                   |
| 2016 | Calgary                                                   | Christopher Mazdzer Stati Uniti                           | Tucker West Stati Uniti                                   | Mitchel Malyk Canada                                      |
| 2017 | Park City                                                 | Tucker West Stati Uniti                                   | Christopher Mazdzer Stati Uniti                           | Taylor Morris Stati Uniti                                 |
| 2018 | Calgary                                                   | Samuel Edney Canada                                       | Mitchel Malyk Canada                                      | Christopher Mazdzer Stati Uniti                           |
| 2019 | Lake Placid                                               | Christopher Mazdzer Stati Uniti                           | Tucker West Stati Uniti                                   | Jonathan Gustafson Stati Uniti                            |
| 2020 | Whistler                                                  | Tucker West Stati Uniti                                   | Christopher Mazdzer Stati Uniti                           | Reid Watts Canada                                         |
| 2021 | competizione annullata a causa della pandemia di COVID-19 | competizione annullata a causa della pandemia di COVID-19 | competizione annullata a causa della pandemia di COVID-19 | competizione annullata a causa della pandemia di COVID-19 |
| 2022 | Soči                                                      | Jonathan Gustafson Stati Uniti                            | Tucker West Stati Uniti                                   | Christopher Mazdzer Stati Uniti                           |
| 2023 | Park City                                                 | Tucker West Stati Uniti                                   | Christopher Mazdzer Stati Uniti                           | Alexander Ferlazzo Australia                              |
| 2024 | Whistler                                                  | Tucker West Stati Uniti                                   | Jonathan Gustafson Stati Uniti                            | Alexander Ferlazzo Australia                              |
| 2025 | Pyeongchang                                               | Alexander Ferlazzo Australia                              | Tucker West Stati Uniti                                   | Jonathan Gustafson Stati Uniti                            |

### Doppio
| Anno | Luogo                                                     | Oro                                                       | Argento                                                   | Bronzo                                                    |
| ---- | --------------------------------------------------------- | --------------------------------------------------------- | --------------------------------------------------------- | --------------------------------------------------------- |
| 2012 | Calgary                                                   | Matthew Mortensen Preston Griffall Stati Uniti            | Tristan Walker Justin Snith Canada                        | Christian Niccum Jayson Terdiman Stati Uniti              |
| 2013 | Lake Placid                                               | Tristan Walker Justin Snith Canada                        | Matthew Mortensen Preston Griffall Stati Uniti            | Jake Hyrns Andrew Sherk Stati Uniti                       |
| 2014 | Whistler                                                  | Tristan Walker Justin Snith Canada                        | Matthew Mortensen Preston Griffall Stati Uniti            | Christian Niccum Jayson Terdiman Stati Uniti              |
| 2015 | Lake Placid                                               | Matthew Mortensen Jayson Terdiman Stati Uniti             | Tristan Walker Justin Snith Canada                        | Justin Krewson Tristan Jeskanen Stati Uniti               |
| 2016 | Calgary                                                   | Tristan Walker Justin Snith Canada                        | Matthew Mortensen Jayson Terdiman Stati Uniti             | Justin Krewson Andrew Sherk Stati Uniti                   |
| 2017 | Park City                                                 | Matthew Mortensen Jayson Terdiman Stati Uniti             | Justin Krewson Andrew Sherk Stati Uniti                   | Jacob Hyrns Anthony Espinoza Stati Uniti                  |
| 2018 | Calgary                                                   | Tristan Walker Justin Snith Canada                        | Matt Mortensen Jayson Terdiman Stati Uniti                | Justin Krewson Andrew Sherk Stati Uniti                   |
| 2019 | Lake Placid                                               | non assegnato                                             | non assegnato                                             | non assegnato                                             |
| 2020 | Whistler                                                  | Tristan Walker Justin Snith Canada                        | Christopher Mazdzer Jayson Terdiman Stati Uniti           | Caitlin Nash Natalie Corless Canada                       |
| 2021 | competizione annullata a causa della pandemia di COVID-19 | competizione annullata a causa della pandemia di COVID-19 | competizione annullata a causa della pandemia di COVID-19 | competizione annullata a causa della pandemia di COVID-19 |
| 2022 | Soči                                                      | Tristan Walker Justin Snith Canada                        | Christopher Mazdzer Jayson Terdiman Stati Uniti           | Devin Wardrope Cole Zajanski Canada                       |

### Doppio donne
| Anno | Luogo       | Oro                                       | Argento                                   | Bronzo                                  |
| ---- | ----------- | ----------------------------------------- | ----------------------------------------- | --------------------------------------- |
| 2023 | Park City   | Caitlin Nash Natalie Corless Canada       | Summer Britcher Emily Sweeney Stati Uniti | Maya Chan Reannyn Weiler Stati Uniti    |
| 2024 | Whistler    | Chevonne Forgan Sophia Kirkby Stati Uniti | Maya Chan Reannyn Weiler Stati Uniti      | Embyr-Lee Susko Beattie Podulsky Canada |
| 2025 | Pyeongchang | non assegnato                             | non assegnato                             | non assegnato                           |

### Doppio uomini
| Anno | Luogo       | Oro                                           | Argento                                       | Bronzo                                    |
| ---- | ----------- | --------------------------------------------- | --------------------------------------------- | ----------------------------------------- |
| 2023 | Park City   | Zachary DiGregorio Sean Hollander Stati Uniti | Dana Kellogg Duncan Segger Stati Uniti        | Devin Wardrope Cole Zajanski Canada       |
| 2024 | Whistler    | Devin Wardrope Cole Zajanski Canada           | Zachary DiGregorio Sean Hollander Stati Uniti | Marcus Mueller Ansel Haugsjaa Stati Uniti |
| 2025 | Pyeongchang | non assegnato                                 | non assegnato                                 | non assegnato                             |

## Medagliere
| Pos.   | Nazione     | Oro | Argento | Bronzo | Totale |
| ------ | ----------- | --- | ------- | ------ | ------ |
| 1      | Stati Uniti | 24  | 29      | 23     | 76     |
| 2      | Canada      | 13  | 9       | 12     | 34     |
| 3      | Australia   | 1   | 0       | 2      | 3      |
| 4      | Tonga       | 0   | 0       | 1      | 1      |
| Totale | Totale      | 38  | 38      | 38     | 114    |

aggiornato all'edizione 2025.

## Atleti più medagliati
Nella seguente graduatoria sono indicati tutti gli atleti vincitori di almeno due titoli nelle specialità del singolo e/o del doppio; in grassetto gli atleti ancora in attività.
| Pos. | Atleta              | Paese       | Periodo   | Oro | Argento | Bronzo | Totale |
| ---- | ------------------- | ----------- | --------- | --- | ------- | ------ | ------ |
| 1    | Justin Snith        | Canada      | 2012–2022 | 6   | 2       | 0      | 8      |
| 1    | Tristan Walker      | Canada      | 2012–2022 | 6   | 2       | 0      | 8      |
| 3    | Tucker West         | Stati Uniti | 2014–2025 | 5   | 4       | 1      | 10     |
| 4    | Christopher Mazdzer | Stati Uniti | 2013–2023 | 4   | 6       | 2      | 12     |
| 5    | Emily Sweeney       | Stati Uniti | 2012–2024 | 4   | 3       | 0      | 7      |
| 6    | Matthew Mortensen   | Stati Uniti | 2012–2018 | 3   | 4       | 0      | 7      |
| 7    | Alex Gough          | Canada      | 2012–2018 | 3   | 1       | 1      | 5      |
| 7    | Erin Hamlin         | Stati Uniti | 2012–2018 | 3   | 1       | 1      | 5      |
| 9    | Jayson Terdiman     | Stati Uniti | 2012–2022 | 2   | 4       | 2      | 8      |
| 10   | Samuel Edney        | Canada      | 2012–2018 | 2   | 2       | 0      | 4      |

elenco aggiornato all'edizione 2025.